# Bundestagswahlkreis Herford – Minden-Lübbecke II
Der  Bundestagswahlkreis Herford – Minden-Lübbecke II (Wahlkreis 132; bis zur Bundestagswahl 2021 Wahlkreis 133) liegt in Nordrhein-Westfalen und umfasst den Kreis Herford sowie aus dem Kreis Minden-Lübbecke die Stadt Bad Oeynhausen. Der Wahlkreis gilt als SPD-Hochburg. Lediglich 1983 konnte der CDU-Kandidat das Direktmandat gewinnen.

## Wahlkreisgeschichte
| Wahl      | Wahlkreisname                    | Gebiet                                                                                              |
| --------- | -------------------------------- | --------------------------------------------------------------------------------------------------- |
| 1949      | 48 Herford-Stadt und -Land       | Kreisfreie Stadt Herford, Kreis Herford                                                             |
| 1953–1961 | 107 Herford-Stadt und -Land      | Kreisfreie Stadt Herford, Kreis Herford                                                             |
| 1965–1969 | 107 Herford                      | Kreisfreie Stadt Herford, Kreis Herford                                                             |
| 1972–1976 | 107 Herford                      | Kreis Herford1), vom Kreis Lippe die Gemeinde Kalletal                                              |
| 1980–1994 | 107 Herford                      | Kreis Herford                                                                                       |
| 1998      | 103 Herford – Minden-Lübbecke I  | Kreis Herford, vom Kreis Minden-Lübbecke die Ortsteile Bad Oeynhausen-Lohe und Bad Oeynhausen-Rehme |
| 2002–2009 | 134 Herford – Minden-Lübbecke II | Kreis Herford, vom Kreis Minden-Lübbecke die Stadt Bad Oeynhausen                                   |
| 2013–2021 | 133 Herford – Minden-Lübbecke II | Kreis Herford, vom Kreis Minden-Lübbecke die Stadt Bad Oeynhausen                                   |
| 2025–     | 132 Herford – Minden-Lübbecke II | Kreis Herford, vom Kreis Minden-Lübbecke die Stadt Bad Oeynhausen                                   |

1) Die Stadt Herford gehört seit 1969 zum Kreis Herford.

## Wahlkreisabgeordnete
| Wahl | Abgeordneter | Abgeordneter     | Partei | Stimmen in % |
| ---- | ------------ | ---------------- | ------ | ------------ |
| 1949 |              | Heinrich Höcker  | SPD    | 45,9         |
| 1953 | 47,3         | Heinrich Höcker  | SPD    |              |
| 1957 | 48,1         | Heinrich Höcker  | SPD    |              |
| 1961 |              | Rudolf Bäumer    | SPD    | 49,0         |
| 1965 |              | Günter Biermann  | SPD    | 50,7         |
| 1969 | 52,5         | Günter Biermann  | SPD    |              |
| 1972 | 57,3         | Günter Biermann  | SPD    |              |
| 1976 | 51,5         | Günter Biermann  | SPD    |              |
| 1980 | 52,1         | Günter Biermann  | SPD    |              |
| 1983 |              | Heinz Landré     | CDU    | 46,7         |
| 1987 |              | Rolf Koltzsch    | SPD    | 47,5         |
| 1990 | 43,8         | Rolf Koltzsch    | SPD    |              |
| 1994 |              | Wolfgang Spanier | SPD    | 48,3         |
| 1998 | 53,1         | Wolfgang Spanier | SPD    |              |
| 2002 | 53,1         | Wolfgang Spanier | SPD    |              |
| 2005 | 47,5         | Wolfgang Spanier | SPD    |              |
| 2009 |              | Stefan Schwartze | SPD    | 38,5         |
| 2013 | 41,3         | Stefan Schwartze | SPD    |              |
| 2017 | 36,8         | Stefan Schwartze | SPD    |              |
| 2021 | 36,5         | Stefan Schwartze | SPD    |              |
| 2025 |              | Joachim Ebmeyer  | CDU    | 30,1         |

## Wahlergebnisse

### Bundestagswahl 2025
| Kandidaten                                             | Kandidaten                   | Parteien/Listen     | Erststimmen | Erststimmen | Zweitstimmen | Zweitstimmen |
| Kandidaten                                             | Kandidaten                   | Parteien/Listen     | Stimmen     | %           | Stimmen      | %            |
| ------------------------------------------------------ | ---------------------------- | ------------------- | ----------- | ----------- | ------------ | ------------ |
|                                                        | Stefan Schwartze             | SPD                 | 52.576      | 29,2        | 38.801       | 21,5         |
|                                                        | Joachim Ebmeyergewählt im WK | CDU                 | 54.253      | 30,1        | 50.128       | 27,8         |
|                                                        | Tobias Neumann               | GRÜNE               | 12.899      | 7,2         | 17.508       | 9,7          |
|                                                        | Jens Teutrine                | FDP                 | 5.867       | 3,3         | 7.449        | 4,1          |
|                                                        | Sebastian Richard Schulze    | AfD                 | 38.341      | 21,3        | 38.433       | 21,3         |
|                                                        | Jan Frederic Siekmann        | Die Linke           | 10.740      | 6,0         | 12.853       | 7,1          |
|                                                        | –                            | Tierschutzpartei    | –           | –           | 2.100        | 1,2          |
|                                                        | Stefan Rainer Kannegießer    | Die PARTEI          | 2.762       | 1,5         | 1.134        | 0,6          |
|                                                        | –                            | dieBasis            | –           | –           | 447          | 0,2          |
|                                                        | –                            | Team Todenhöfer     | –           | –           | 276          | 0,2          |
|                                                        | Eckard Gläsker               | FREIE WÄHLER        | 2.222       | 1,2         | 1.124        | 0,6          |
|                                                        | –                            | Volt                | –           | –           | 769          | 0,4          |
|                                                        | –                            | MLPD                | –           | –           | 38           | 0,0          |
|                                                        | –                            | PdF                 | –           | –           | 299          | 0,2          |
|                                                        | –                            | BÜNDNIS DEUTSCHLAND | –           | –           | 248          | 0,1          |
|                                                        | –                            | BSW                 | –           | –           | 8.711        | 4,8          |
|                                                        | –                            | MERA25              | –           | –           | 29           | 0,0          |
|                                                        | Florian Herda                | WerteUnion          | 435         | 0,2         | 187          | 0,1          |
| Gesamt                                                 | Gesamt                       | Gesamt              | 180.095     | 100         | 180.534      | 100          |
|                                                        |                              |                     |             |             |              |              |
| Ungültige Stimmen                                      | Ungültige Stimmen            | Ungültige Stimmen   | 1.655       | 0,9         | 1.216        | 0,7          |
| Wähler                                                 | Wähler                       | Wähler              | 181.750     | 81,5        | 181.750      | 81,5         |
| Wahlberechtigte                                        | Wahlberechtigte              | Wahlberechtigte     | 223.060     |             | 223.060      |              |
|                                                        |                              |                     |             |             |              |              |
| Quellen: Die Bundeswahlleiterin, Kandidaten – Ergebnis |                              |                     |             |             |              |              |

### Bundestagswahl 2021
| Kandidaten                                            | Kandidaten                    | Parteien/Listen      | Erststimmen | Erststimmen | Zweitstimmen | Zweitstimmen |
| Kandidaten                                            | Kandidaten                    | Parteien/Listen      | Stimmen     | %           | Stimmen      | %            |
| ----------------------------------------------------- | ----------------------------- | -------------------- | ----------- | ----------- | ------------ | ------------ |
|                                                       | Joachim Ebmeyer               | CDU                  | 45.138      | 26,7        | 39.769       | 23,5         |
|                                                       | Stefan Schwartzegewählt im WK | SPD                  | 61.554      | 36,5        | 53.359       | 31,6         |
|                                                       | Jens Teutrine                 | FDP                  | 14.021      | 8,3         | 19.884       | 11,8         |
|                                                       | Sebastian Schulze             | AfD                  | 15.855      | 9,4         | 16.144       | 9,5          |
|                                                       | Maik Babenhauserheide         | GRÜNE                | 18.090      | 10,7        | 22.732       | 13,4         |
|                                                       | Jan Lieberum                  | DIE LINKE            | 5.332       | 3,2         | 6.038        | 3,6          |
|                                                       | Laura Möller                  | Die PARTEI           | 3.440       | 2,0         | 2.003        | 1,2          |
|                                                       | –                             | Tierschutzpartei     | –           | –           | 2.181        | 1,3          |
|                                                       | –                             | PIRATEN              | –           | –           | 565          | 0,3          |
|                                                       | Evelyn Taborsky               | FREIE WÄHLER         | 1.967       | 1,2         | 1.352        | 0,8          |
|                                                       | –                             | NPD                  | –           | –           | 144          | 0,1          |
|                                                       | –                             | ÖDP                  | –           | –           | 72           | 0,0          |
|                                                       | –                             | V-Partei³            | –           | –           | 104          | 0,1          |
|                                                       | –                             | Gesundheitsforschung | –           | –           | 149          | 0,1          |
|                                                       | –                             | MLPD                 | –           | –           | 37           | 0,0          |
|                                                       | –                             | Die Humanisten       | –           | –           | 117          | 0,1          |
|                                                       | –                             | DKP                  | –           | –           | 33           | 0,0          |
|                                                       | –                             | SGP                  | –           | –           | 15           | 0,0          |
|                                                       | Radisa Amidzic                | dieBasis             | 2.187       | 1,3         | 2.226        | 1,3          |
|                                                       | –                             | Bündnis C            | –           | –           | 501          | 0,3          |
|                                                       | –                             | du.                  | –           | –           | 80           | 0,0          |
|                                                       | –                             | LIEBE                | –           | –           | 212          | 0,1          |
|                                                       | –                             | LKR                  | –           | –           | 37           | 0,0          |
|                                                       | –                             | PdF                  | –           | –           | 53           | 0,0          |
|                                                       | –                             | LfK                  | –           | –           | 185          | 0,1          |
|                                                       | –                             | Team Todenhöfer      | –           | –           | 760          | 0,4          |
|                                                       | –                             | Volt                 | –           | –           | 304          | 0,2          |
|                                                       | Martin Sonnabend              | Einzelbewerber       | 1.234       | 0,7         | –            | –            |
| Gesamt                                                | Gesamt                        | Gesamt               | 168.818     | 100         | 169.056      | 100          |
|                                                       |                               |                      |             |             |              |              |
| Ungültige Stimmen                                     | Ungültige Stimmen             | Ungültige Stimmen    | 1.646       | 1,0         | 1.408        | 0,8          |
| Wähler                                                | Wähler                        | Wähler               | 170.464     | 75,1        | 170.464      | 75,1         |
| Wahlberechtigte                                       | Wahlberechtigte               | Wahlberechtigte      | 226.894     |             | 226.894      |              |
|                                                       |                               |                      |             |             |              |              |
| Quellen: Die Bundeswahlleiterin, Kandidaten – Stimmen |                               |                      |             |             |              |              |

### Bundestagswahl 2017
| Direktkandidat            | Partei               | Erststimmen in % | Zweitstimmen in % |
| ------------------------- | -------------------- | ---------------- | ----------------- |
| Tim Ostermann             | CDU                  | 35,7             | 31,7              |
| Stefan Schwartze          | SPD                  | 36,8             | 28,7              |
| Maik Babenhauserheide     | GRÜNE                | 5,1              | 6,9               |
| Fabian Alexander Stoffel  | DIE LINKE            | 5,6              | 6,9               |
| Siegfried Mühlenweg       | FDP                  | 5,6              | 11,5              |
| Sebastian Richard Schulze | AfD                  | 10,0             | 10,8              |
| –                         | PIRATEN              | –                | 0,4               |
| –                         | NPD                  | –                | 0,2               |
| –                         | Die Partei           | –                | 0,6               |
| Jörn Döring               | FREIE WÄHLER         | 1,2              | 0,6               |
| –                         | Volksabstimmung      | –                | 0,1               |
| –                         | ödp                  | –                | 0,1               |
| –                         | MLPD                 | –                | 0,0               |
| –                         | SGP                  | –                | 0,0               |
| –                         | AD-Demokraten        | –                | 0,2               |
| –                         | BGE                  | –                | 0,1               |
| –                         | DiB                  | –                | 0,1               |
| –                         | DKP                  | –                | 0,0               |
| –                         | DM                   | –                | 0,1               |
| –                         | Die Humanisten       | –                | 0,0               |
| –                         | Gesundheitsforschung | –                | 0,1               |
| –                         | Tierschutzpartei     | –                | 0,7               |
| –                         | V-Partei³            | –                | 0,1               |

### Bundestagswahl 2013
| Direktkandidat      | Partei       | Erststimmen in % | Zweitstimmen in % |
| ------------------- | ------------ | ---------------- | ----------------- |
| Tim Ostermann       | CDU          | 40,8             | 39,4              |
| Stefan Schwartze    | SPD          | 41,3             | 34,9              |
| Frank Schäffler     | FDP          | 3,5              | 4,2               |
| Eyüp Odabasi        | GRÜNE        | 5,1              | 7,6               |
| Inge Höger          | Die Linke    | 5,4              | 5,8               |
| Dennis Deutschkämer | PIRATEN      | 2,9              | 2,9               |
| Lutz Schröter       | Freie Wähler | 0,7              | 0,7               |
| –                   | AfD          | –                | 3,6               |
| —                   | NPD          | –                | 0,8               |
| —                   | sonstige     | 0,3              | 1,1               |

Die unterlegenen Kandidaten Tim Ostermann und Inge Höger konnten über die Landeslisten ihrer Parteien in den 18. Deutschen Bundestag einziehen.

### Bundestagswahl 2009
| Direktkandidat   | Partei               | Erststimmen in % | Zweitstimmen in % | Bundestagswahl 2005 Zweitstimmen in % |
| ---------------- | -------------------- | ---------------- | ----------------- | ------------------------------------- |
| Stefan Schwartze | SPD                  | 38,5             | 32,9              | 40,7                                  |
| Wolfgang Rußkamp | CDU                  | 37,7             | 32,5              | 35,2                                  |
| Frank Schäffler  | FDP                  | 9,6              | 13,5              | 9,5                                   |
| Irmgard Pehle    | GRÜNE                | 6,8              | 8,6               | 6,6                                   |
| Inge Höger       | Die Linke            | 7,4              | 7,9               | 5,0                                   |
| —                | NPD                  | —                | 0,8               | 0,8                                   |
| —                | Die Tierschutzpartei | —                | 0,6               | 0,5                                   |
| —                | Familie              | —                | 0,5               | 0,4                                   |
| —                | REP                  | —                | 0,4               | 0,4                                   |
| —                | Volksabstimmung      | —                | 0,1               | 0,1                                   |
| —                | MLPD                 | —                | 0,0               | 0,0                                   |
| —                | PSG                  | —                | 0,0               | 0,0                                   |
| —                | ZENTRUM              | —                | 0,0               | 0,0                                   |
| —                | BüSo                 | —                | 0,0               | 0,0                                   |
| —                | DVU                  | —                | 0,1               | —                                     |
| —                | ödp                  | —                | 0,1               | —                                     |
| —                | PIRATEN              | —                | 1,5               | —                                     |
| —                | RRP                  | —                | 0,1               | —                                     |
| —                | RENTNER              | —                | 0,3               | —                                     |

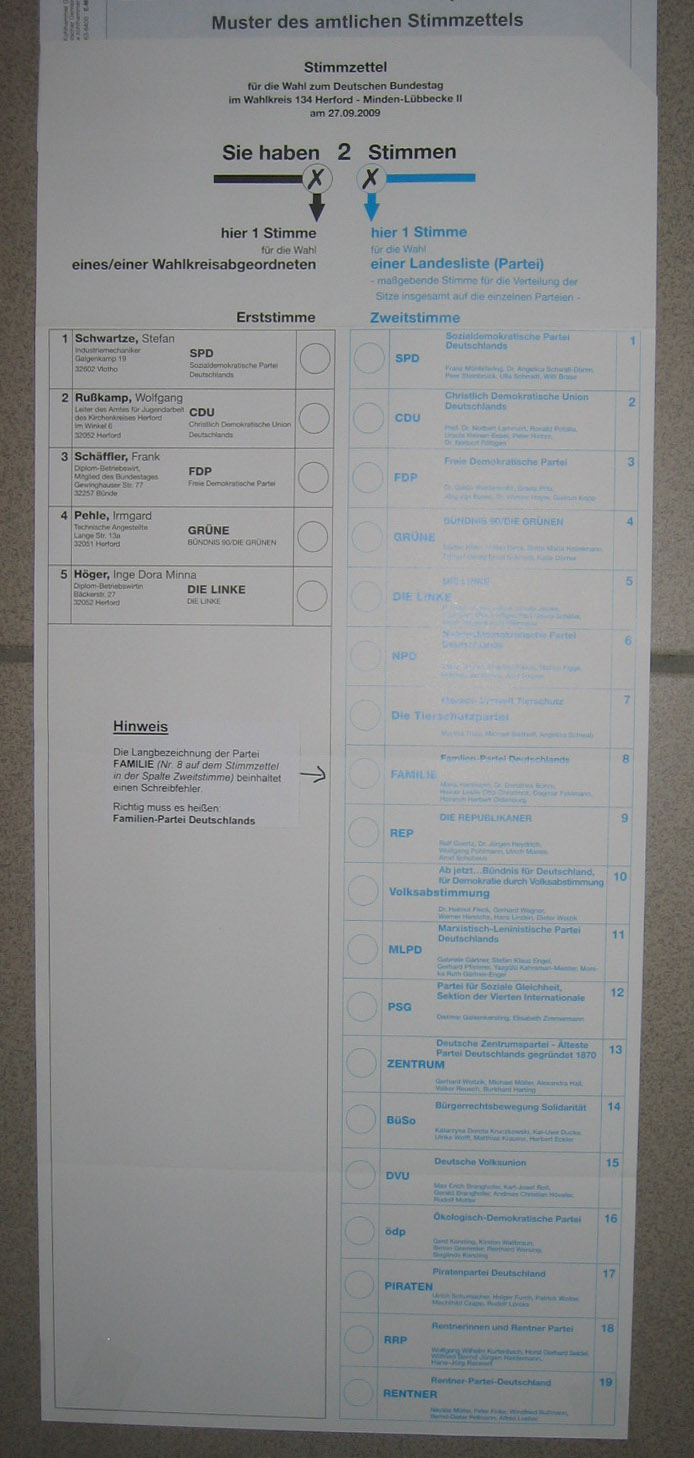
Stimmzettel 2009

Neben dem Wahlkreissieger Stefan Schwartze (SPD) zogen über die Landesliste ihrer Parteien auch Frank Schäffler (FDP) und Inge Höger (Die Linke) in den Bundestag ein.

### Bundestagswahl 2005
| Direktkandidat   | Partei               | Erststimmen in % | Zweitstimmen in % | Bundestagswahl 2002 Zweitstimmen in % |
| ---------------- | -------------------- | ---------------- | ----------------- | ------------------------------------- |
| Wolfgang Spanier | SPD                  | 47,5             | 40,7              | 45,0                                  |
| Reinhard Göhner  | CDU                  | 41,0             | 35,2              | 35,4                                  |
| Frank Schäffler  | FDP                  | 3,6              | 9,5               | 8,6                                   |
| Angela Holstiege | GRÜNE                | 2,9              | 6,6               | 7,2                                   |
| Inge Höger       | Die Linke.           | 3,8              | 5,0               | 1,0                                   |
| —                | REP                  | —                | 0,4               | 0,4                                   |
| —                | Die Tierschutzpartei | —                | 0,5               | 0,4                                   |
| Michael Koch     | NPD                  | 1,1              | 0,8               | 0,2                                   |
| —                | Familie              | —                | 0,4               | 0,2                                   |
| —                | GRAUE                | —                | 0,2               | 0,1                                   |
| —                | PBC                  | —                | 0,4               | 0,3                                   |
| —                | Zentrum              | —                | 0,0               | 0,0                                   |
| —                | BüSo                 | —                | 0,0               | 0,0                                   |
| —                | Deutschland          | —                | 0,1               | —                                     |
| —                | MLPD                 | —                | 0,0               | —                                     |
| —                | PSG                  | —                | 0,0               | —                                     |